# Richard Maack
Richard Otto Maack (en russe : Ричард Карлович Маак, Ritchard Karlovitch Maak), né le 4 septembre 1825 à Kuressaare et mort le 25 novembre 1886 à Saint-Pétersbourg, est un naturaliste, géographe et anthropologue russe.
Il est surtout connu pour son exploration de l'Extrême-Orient russe et de la Sibérie, en particulier des vallées de l'Oussouri et de l'Amour. Il a écrit quelques-unes des premières descriptions scientifiques de l'histoire naturelle de la Sibérie lointaine et a collecté de nombreux spécimens biologiques, dont beaucoup étaient des spécimens originaux d'espèces jusque-là inconnues.

## Biographie
Maack est né à Kuressaare, en Livonie. Il étudie les sciences naturelles à l'Université de Saint-Pétersbourg. En 1852, il devient professeur de sciences naturelles au Gymnase d'Irkoutsk dont il sera plus tard le directeur. De 1868 à 1879, il est surintendant de toutes les écoles du nord de la Sibérie.
Au cours des années 1850, il entreprend un certain nombre d'expéditions en Sibérie, notamment dans la vallée de l'Amour et la Iakoutie (1855–1856) et de l'Oussouri (1859). Il a également participé à la première expédition de la Société géographique russe (1853-1855) pour décrire l' orographie, la géologie et la population des bassins des fleuves Viliouï et Tchona,
On lui attribue la découverte de Syringa reticulata (en), simultanément et indépendamment de Carl Maximowicz.

## Plantes portant son nom
Maack est surtout connu pour avoir collecté des espèces jusque-là inconnues et renvoyé des spécimens pour des descriptions et des noms scientifiques. Un certain nombre de ceux qu'il a trouvés lors de son expédition sur le fleuve Amour portent son nom.

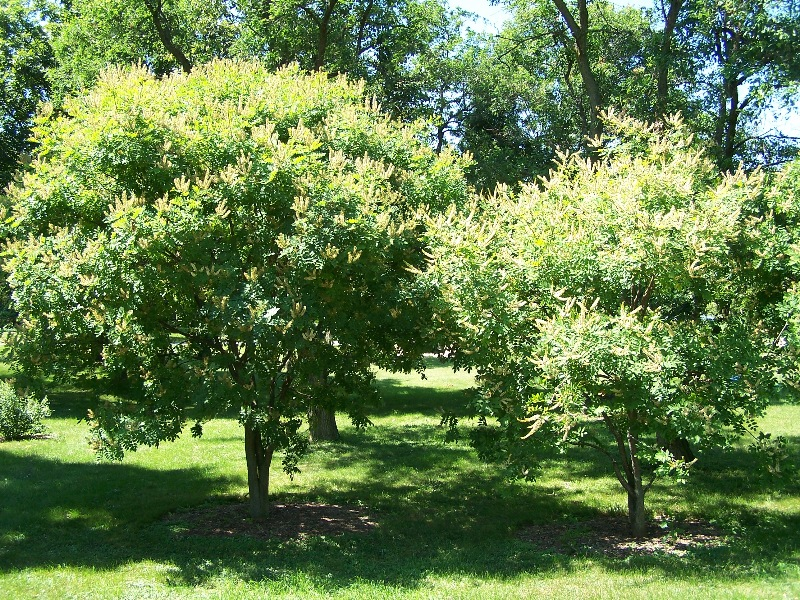
Maackia amurensis
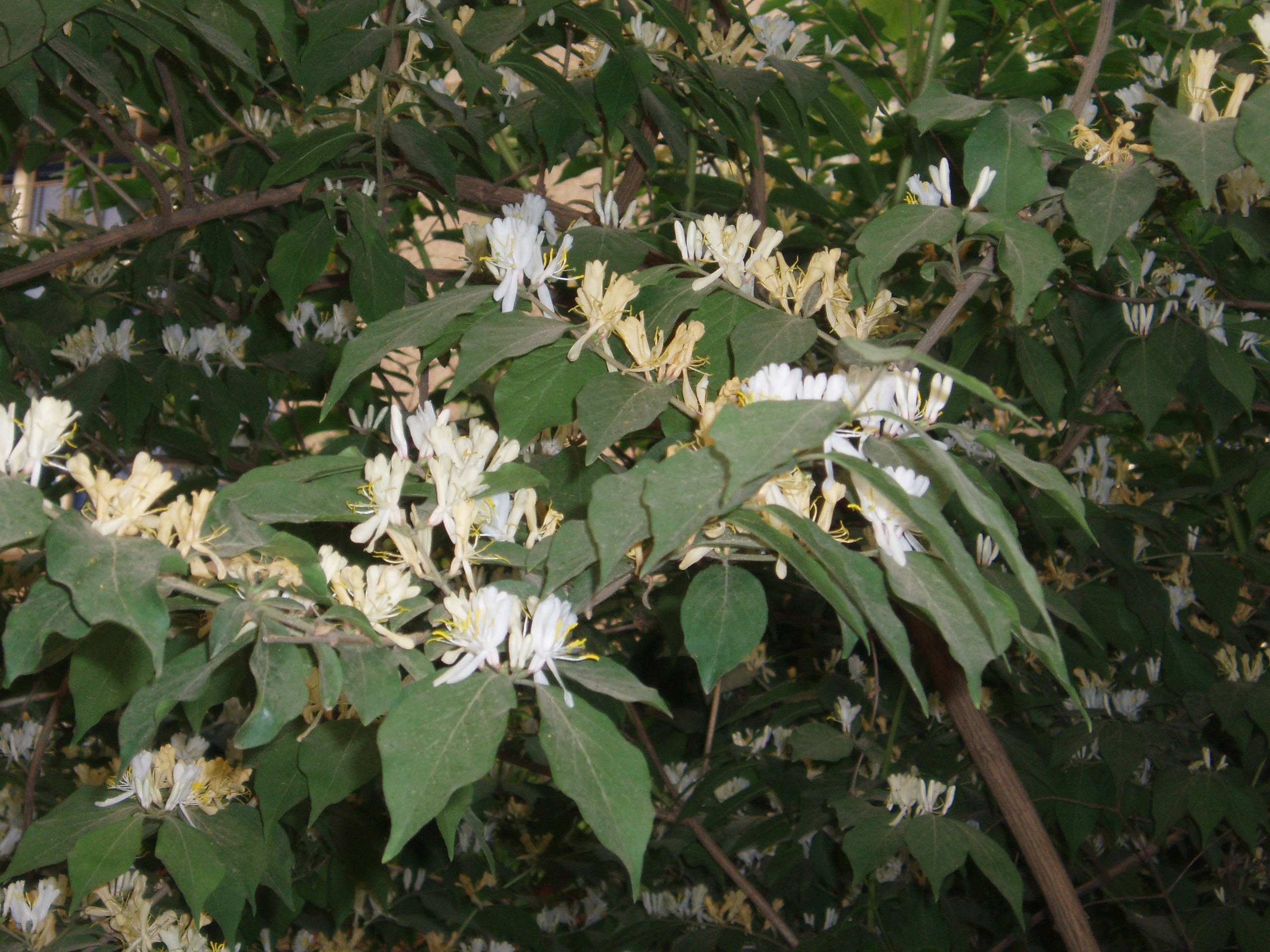
Lonicera maackii
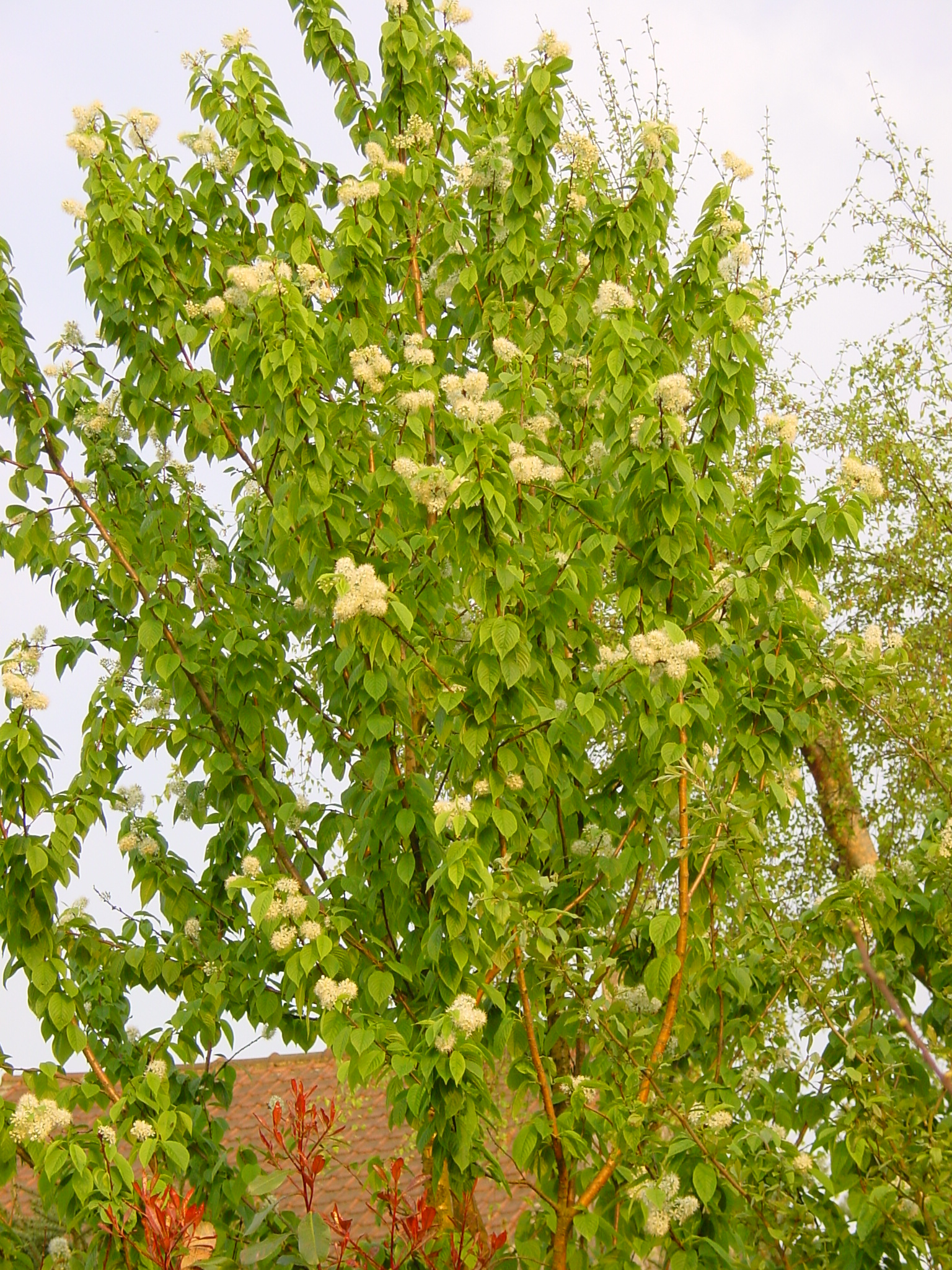
Prunus maackii
- Iris maackii (en)
- Aster maackii (en)

- Maackia amurensis
- Lonicera maackii
- Prunus maackii

## Animaux portant son nom
- Papilio maackii
- Pelodiscus maackii[11]